# Plankton

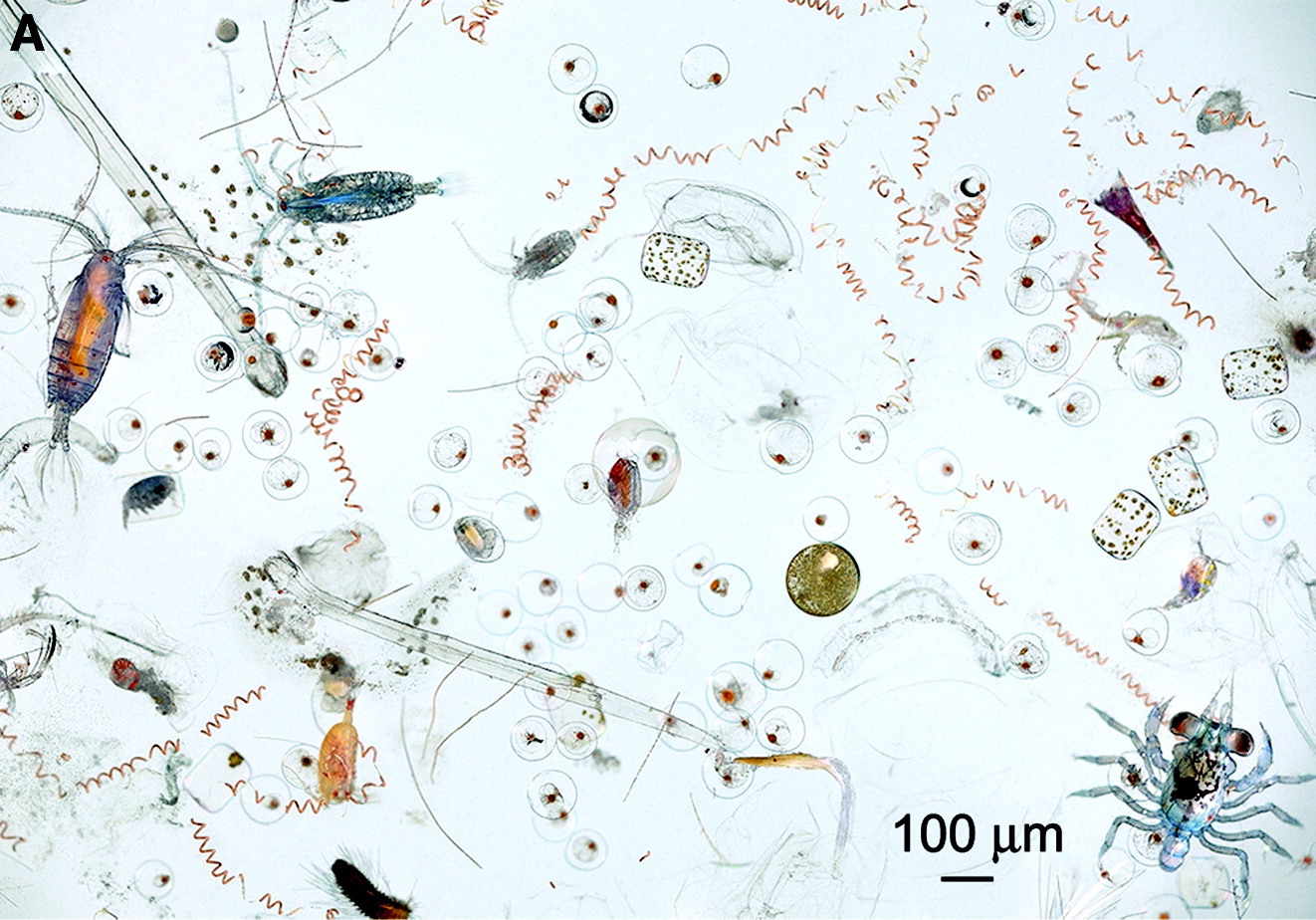
Marines Mikroplankton und Mesoplankton. Das Bild zeigt verschiedene planktische Organismen, von photosynthetischen Cyanobakterien und Kieselalgen bis zu verschiedenen Arten von Zooplankton, wie Ruderfußkrebse

Plankton (griechisch πλαγκτόν „das Umherirrende“, „das Umhergetriebene“) ist die Bezeichnung für die Gesamtheit der Organismen, die im freien Wasser („schwebend“, ohne oder mit geringer Eigenbewegung) leben und deren Schwimmrichtung von den Wasserströmungen vorgegeben wird. Einzelne Organismen des Planktons heißen Plankter. Organismen, die auch gegen Strömungen anschwimmen können, werden hingegen als Nekton bezeichnet.
Phytoplankton ist Primärproduzent in der ozeanischen Nahrungskette und bildet mit Hilfe der Photosynthese aus Kohlenstoffdioxid und Nährstoffen seine Körpersubstanz (Biomasse). Es ist Nahrungsgrundlage u. a. des Zooplanktons. Zum Meeresboden transportiertes organisches Material aus totem Plankton, einschließlich der aus Calciumcarbonat oder Siliziumdioxid gebildeten Skelette, und aus Ausscheidungen des Zooplanktons tragen über geologische Zeiträume einerseits zur Bildung von Erdöl- und Erdgaslagerstätten und andererseits zur Bildung biogener Sedimentgesteine bei. Aus Kieselschlamm bilden sich Quarzgesteine wie Radiolarit und Feuerstein. Aus Kalkschlamm bilden sich Kalksteine wie Kreide. Plankton spielt damit eine entscheidende Rolle in der biologischen ozeanischen Kohlenstoffpumpe, die wichtiger Teil des globalen Kohlenstoffkreislaufs ist.

## Forschungsgeschichte
Als Begründer der systematischen Planktonforschung kann der Meeresbiologe Johannes Peter Müller gelten, der ab 1846 auf der Insel Helgoland mit der wissenschaftlichen Untersuchung dieser Organismen begann; er nannte das Plankton damals Auftrieb. Weniger systematische Untersuchungen gehen schon auf ca. 1828 bzw. den Mediziner J. Vaughan Thompson zurück. Von großer Bedeutung ist auch der Kieler Meereskundler Victor Hensen, der 1889 die erste wissenschaftliche Expedition leitete, die sich nur mit Plankton beschäftigte.
Im Jahr 2013 wurde in einer Kooperation von ETH Zürich und University of East Anglia der erste Atlas für Meeresplankton herausgebracht. Laut Meike Vogt wurden Daten von einer halben Million Messstationen ausgewertet, was nur durch internationale Zusammenarbeit möglich gewesen sei.

## Lebensräume
Plankton ist in Gewässern fast allgegenwärtig. Dennoch werden aufgrund des geringen Vorkommens von Nährstoffen die meisten Meeresgebiete als ökologische Wüsten betrachtet. 
Nährstoffhaltiges Tiefenwasser, das durch Wind- oder Strömungsänderungen vermehrt an die Meeresoberfläche gelangt, oder der Eintrag von Düngemitteln über Flüsse in Küstengewässer führen insbesondere zur Vermehrung von Dinoflagellaten und Kieselalgen.
Kommt es in stehenden Binnengewässern und Fließgewässern zu Nährstoffüberschuss, kann das stark anwachsende pflanzliche Plankton (zum Beispiel Algen) zum sogenannten Umkippen führen.
Süßwasserplankton wird als Limnoplankton, Meerwasserplankton als Haliplankton oder Haloplankton bezeichnet.
Voraussetzung zum Überleben ist für Plankton die Schwebefähigkeit (etwa durch Wasserturbulenzen, Fortbewegungs- oder Schwebeorgane, Wasser- oder Gasspeicherung). Die Bodenberührung führt meist zum Absterben.

## Gliederung

### Nach systematischer Zugehörigkeit
Je nach Zugehörigkeit planktonischer Organismen zu einem der Reiche im System der Lebewesen unterscheidet man:
- Mykoplankton (pilzliches Plankton): Vertreter gibt es aus dem Stamm der Eipilze, aus der Klasse der Töpfchenpilze und der Familie der Hefen
- Bakterioplankton (bakterielles Plankton): etwa Kokken und Stäbchen (Bacillus, Escherichia, Vibrionen)
- Phytoplankton (pflanzliches Plankton): Kieselalgen (Bacillariophyta), Grünalgen (Chlorophyceae), Dinoflagellaten (Dinoflagellata) etc.
- Zooplankton (tierisches Plankton, welches im Vergleich mit dem pflanzlichen den geringeren Anteil des Planktons darstellt): verschiedene „Protozoen“ (einzellige Tiere wie Acantharia, Foraminiferen) und Rotatorien (Rädertierchen), Wimpertierchen (Ciliophora) sowie Pfeilwürmer, die Larven und auch einige ausgewachsene (adulte) Exemplare der Borstenwürmer, Fischlarven, viele Krebstiere (Crustacea) und ihre Larven (Krill und andere Kleinkrebse), einige Insektenlarven, Stachelhäuterlarven (Seesterne unter anderem), Muschellarven, Manteltiere (Tunicaten) sowie ihre Larven etc.

### Nach Größe
Plankton gibt es in allen möglichen Formen und Größen. Die Spanne reicht von planktischen Viren und Phagen, die erst Ende der 1980er Jahre mit elektronenmikroskopischen Verfahren entdeckt wurden, bis hin zu mehrere Meter großen Quallen. Eine einheitliche Klassifizierung nach Größen hat sich bislang nicht durchgesetzt. Verbreitet wird Plankton anhand der Größenordnung seiner linearen Abmessungen eingeteilt:
| Bezeichnung                      | Größe          | Organismengruppen (Beispiele)                                                   |
| -------------------------------- | -------------- | ------------------------------------------------------------------------------- |
| Femtoplankton                    | < 0,2 µm       | Virioplankton                                                                   |
| Pikoplankton                     | 0,2 µm – 2 µm  | Bakterioplankton, kleinstes Phytoplankton                                       |
| Nanoplankton, auch Nannoplankton | 2 µm – 20 µm   | viele Phytoplankter, Protozoen, größte Bakterienplankter                        |
| Mikroplankton                    | 20 µm – 200 µm | große Phytoplankter und Protozoen, kleine Metazoen                              |
| Mesoplankton                     | 0,2 mm – 20 mm | viele Metazoen, größte Einzeller, Phytoplanktonkolonien                         |
| Makroplankton                    | 2 cm – 20 cm   | größte Phytoplanktonkolonien, große planktische Crustaceen (z. B. Euphausiidae) |
| Megaplankton, Megaloplankton     | > 20 cm        | größte Zooplankter (z. B. Quallen)                                              |

Andere Einteilungen orientieren sich an den Verfahren, mit denen Plankton gefangen und untersucht werden kann: Mit Hilfe von Netzen lässt sich Plankton mit einer Mindestgröße von 20–65 µm fangen, es wird auch als Netzplankton bezeichnet. Das kleinste Plankton, das mit solchen Planktonnetzen gewonnen werden kann, wird Mikroplankton genannt. Es lässt sich mit Lichtmikroskopen untersuchen. Zoo- und Phytoplankter bis zu einer Maximalgröße von Millimeterbruchteilen werden hierzu gezählt, wobei unterschiedliche Maximalwerte angegeben werden, z. B. 0,2 mm oder 0,5 mm. Einige toxische Mikroalgen aus den Dinoflagellaten können sich massenhaft vermehren und eine Gefahr für die menschliche Gesundheit darstellen (→ Algenblüte).
Im Fall von Nanoplankton mit einer Größe von einigen Mikrometern muss die Wasserprobe durch den Zusatz von Konservierungsmittel haltbar gemacht werden, ehe das Plankton sedimentiert wird. Das absedimentierte Plankton kann dann unter dem Umkehrmikroskop untersucht werden (Utermöhl-Methode).
Pikoplankton sinkt in der Sedimentationskammer nicht mehr vollständig ab und ist daher nicht für die Utermöhl-Methode geeignet. Aufgebracht auf Filter mit Poren von 0,1 bis 0,2 µm kann es, nachdem es gefärbt worden ist, mit dem Fluoreszenzmikroskop sichtbar gemacht werden. Im Pikoplankton befinden sich hauptsächlich Picozoa (einzige Art Picomonas judraskeda), die in den nährstoffarmen Bereichen kalter Küstenmeere bis zu 50 Prozent der Biomasse ausmachen können.

### Nach planktischen Lebensstadien
Arten, deren Individuen ihr gesamtes Leben als Plankton treibend verbringen, zählen zum Holoplankton. Manche Organismen sind hingegen nur in bestimmten Entwicklungsstadien Teil des Planktons; dieses Plankton bezeichnet man als Meroplankton. Hierzu zählen z. B. treibende Eier und Larven von Fischen oder von Korallen. Auf dem Meeresboden lebenden sessilen Tieren dienen diese pelagischen Stadien der Verbreitung der Art.
Tychoplankton, auch Pseudoplankton, besteht aus Organismen, die gelegentlich und in zufälligen Lebensstadien im Plankton vorkommen. Es kann sich um durch Wasserwirbel vom Meeresboden losgerissene benthische oder um eingeschwemmte Organismen handeln. Manche Autoren fassen den Begriff Tychoplankton weiter und zählen auch Meroplankton dazu.

## Zooplankton

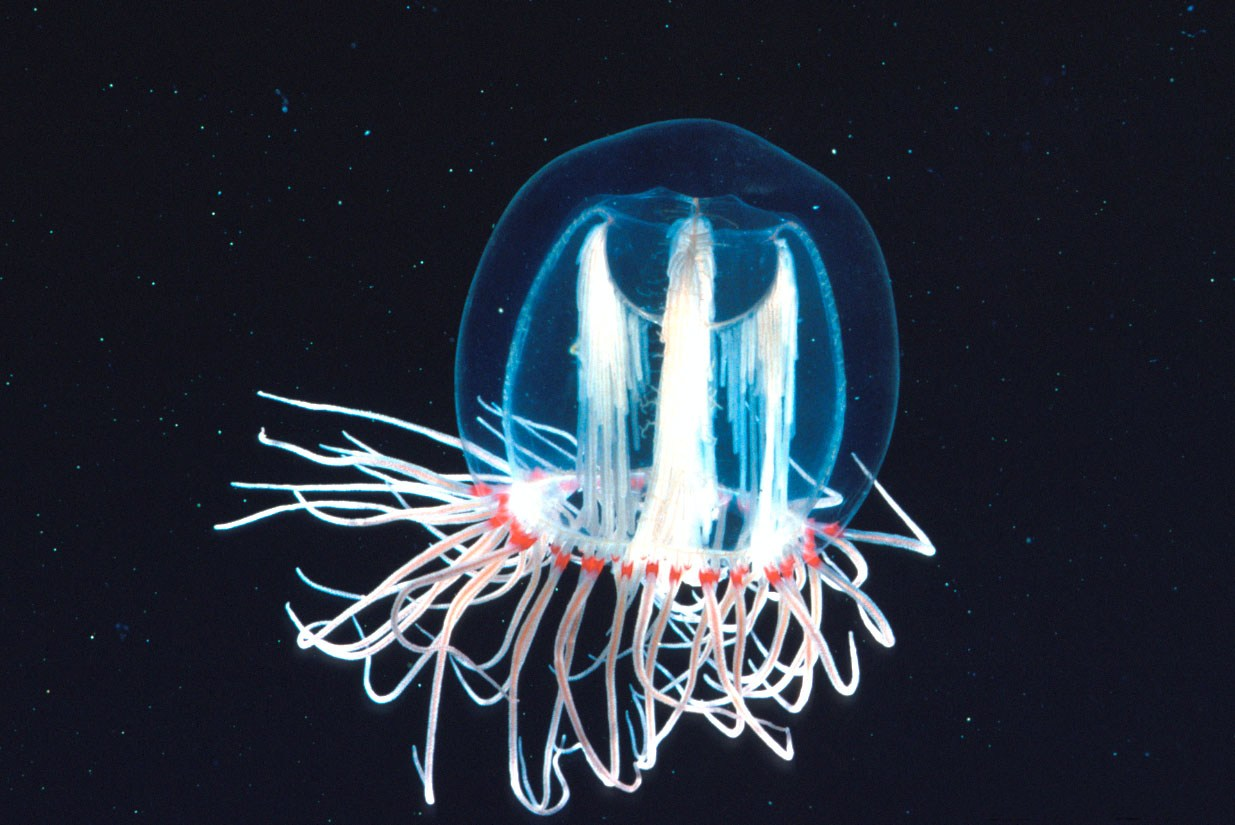
Quallen gehören zu den größten Organismen des Zooplanktons

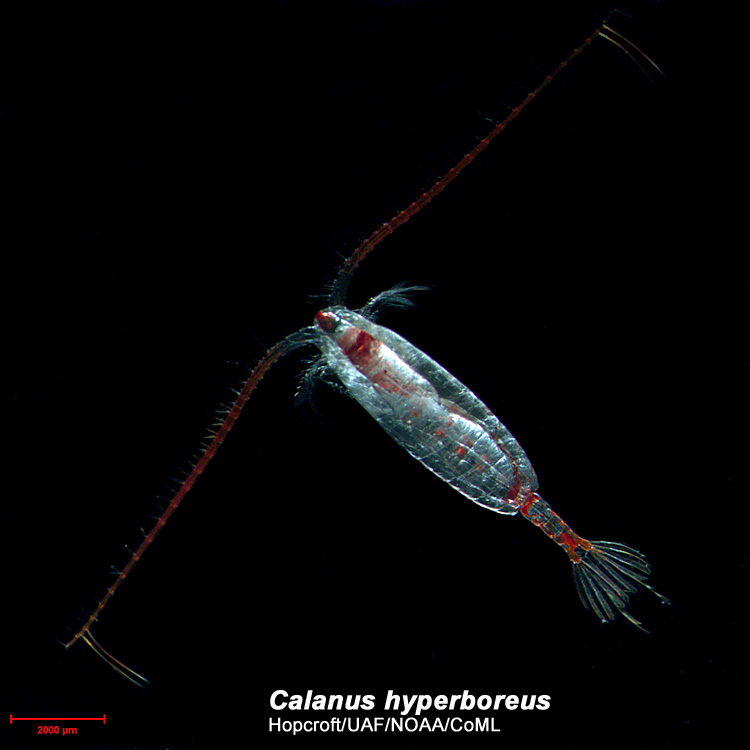
Der Ruderfußkrebs Calanus hyperboreus

Alle planktischen Organismen, die keine Photosynthese betreiben, sondern sich von anderen Organismen ernähren, werden zum Zooplankton gezählt. Dabei wird zwischen herbivoren und carnivoren Arten unterschieden: zum herbivoren Zooplankton zählen jene Arten, die sich direkt vom Phytoplankton ernähren, Zooplankton, das sich von anderem Zooplankton ernährt, wird als carnivor bezeichnet. Diese Fraßbeziehungen sind im Nahrungsnetz miteinander gekoppelt. Die verschiedenen Arten des Zooplanktons haben stark variierende Reproduktions- und Wachstumsraten. Als bestimmende Faktoren für die ökologische Nische, die eine Zooplankter-Art besetzt, konnten ihr jeweiliges Verhalten sowie ihre jeweilige geographische und vertikale Position im Meer identifiziert werden.
Das Zooplankton spielt als Nahrungsquelle für Fische und viele andere Meereslebewesen eine wesentliche Rolle. Ohne das Plankton der arktischen Gewässer fehlte den riesigen Plankton filtrierenden Bartenwalen wie zum Beispiel dem Blauwal oder dem Finnwal die Nahrungsgrundlage. Ruderfußkrebse der Gattung Calanus bilden zusammen mit dem Krill riesige Mengen an tierischer Biomasse im Plankton. Oft verfärben sich große Meeresflächen durch die Anwesenheit des Planktons knapp unterhalb der Wasseroberfläche und geben dadurch den Fischern Hinweise auf Fischschwärme, die sich vom Zooplankton ernähren, wie Heringe und Makrelen.

## Phytoplankton
Einzellige Kieselalgen machen den Hauptteil des Phytoplanktons aus. Die Zellen sind von einer zweiteiligen Schale (Theka) aus Kieselsäure umgeben. Verschiedenen Untersuchungen zufolge ist die größte gebundene Menge an Kohlenstoff nicht in den tropischen Wäldern, sondern im pflanzlichen Plankton der Weltmeere gebunden.

## Planktonfiltrierer
Plankton ist die Basis der marinen und limnischen Nahrungsnetze. Die im Folgenden aufgelisteten Arten sind einige der bekanntesten Vertreter dieser Ernährungsweise:
- Blauwal
- Finnwal
- Walhai
- Riesenhai
- Flamingos
- Atlantischer Hering
- Sardine
- Miesmuscheln

## Planktonartige Kunststoffteile
In den Meeren treibende Abfälle aus Kunststoff wurden in den letzten Jahrzehnten durch Strömung, Verwitterung und andere Einflüsse in immer kleinere Stücke, so genanntes Mikroplastik, zersetzt. Diese Partikel haben teilweise in Größe, Aussehen und Schwimmverhalten Ähnlichkeiten mit Plankton und vermischen sich mit diesem, so dass sie von Planktonfiltrierern mitgefressen werden und schädliche Wirkung entfalten können. Mikroplastik wird daher gelegentlich auch als Plastik-Plankton bezeichnet, allerdings ist es auch im Erdboden und Trinkwasser entdeckt worden.